# Сапанович Алла Василівна
Алла Василівна Сапанович (17 грудня 1936, Київ, УРСР — 20 листопада 2023) — радянський, український художник по костюмах.

## Життєпис
Закінчила Київський технологічний інститут легкої промисловості (1959).
Працювала на Київській кіностудії ім. О. П. Довженка.
Член Національної Спілки кінематографістів України.
Померла на 87-му році життя 20 листопада 2023 року.

## Фільмографія
Брала участь у створенні стрічок:
- «Нічний мотоцикліст» (1972)
- «Хвилі Чорного моря» (1975, у співавт.)
- «Женці» (1978)
- «Вавилон XX» (1979)
- «Дощ у чужому місті» (1979)
- «Мільйони Ферфакса»
- «Візит у Ковалівку» (1980)
- «Два дні на початку грудня» (1981, т/ф)
- «Знайди свій дім» (1982)
- «Зоряне відрядження» (1982)
- «Раптовий викид» (1983)
- «Добрі наміри» (1984)
- «Чужий дзвінок» (1985, т/ф)
- «Мама, рідна, любима...» (1986)
- «Все перемагає любов» (1987)
- «Меланхолійний вальс» (1990)
- «Подарунок на іменини» (1991)
- «Для домашнього огнища» (1992)
- «Вінчання зі смертю» (1992)
- «Обережно! Червона ртуть» (1995)
- «Чорна рада» (2000)
- «Богдан-Зиновій Хмельницький» (2006, у співавт.) та ін.